# Municipio de Marcellus
El municipio de Marcellus (en inglés: Marcellus Township) es un municipio ubicado en el condado de Cass en el estado estadounidense de Míchigan. En el año 2010 tenía una población de 2539 habitantes y una densidad poblacional de 28,11 personas por km².

## Geografía
El municipio de Marcellus se encuentra ubicado en las coordenadas 42°1′36″N 85°49′7″O / 42.02667, -85.81861. Según la Oficina del Censo de los Estados Unidos, el municipio tiene una superficie total de 90.33 km², de la cual 85,98 km² corresponden a tierra firme y (4,82 %) 4,35 km² es agua.

## Demografía
Según el censo de 2010, había 2539 personas residiendo en el municipio de Marcellus. La densidad de población era de 28,11 hab./km². De los 2539 habitantes, el municipio de Marcellus estaba compuesto por el 96,38 % blancos, el 1,22 % eran afroamericanos, el 0,47 % eran amerindios, el 0,32 % eran asiáticos, el 0,12 % eran de otras razas y el 1,5 % eran de una mezcla de razas. Del total de la población el 1,89 % eran hispanos o latinos de cualquier raza.